# 박재원 (1967년)
 박재원(1967년 5월 6일 ~ 2011년 7월 14일)은 말라리아를 연구하는 대한민국의 교수이다. 가천의대에서 재직중이었으며, WHO 말라리아 자문관으로 활동하였다. 2011년 7월 14일, 라오스에서 수영을 하다가 급류에 휩쓸려 사망하였다.